# Escaphiella hespera
Espèce
Synonymes
- Scaphiella hespera Chamberlin, 1924
- Stenoonops juvenilis Gertsch & Davis, 1936

Escaphiella hespera est une espèce d'araignées aranéomorphes de la famille des Oonopidae.

## Distribution
Cette espèce se rencontre, :
- aux États-Unis en Californie, au Nevada, en Utah, en Arizona, au Nouveau-Mexique et au Texas ;
- au Mexique en Basse-Californie, en Basse-Californie du Sud, au Sonora, au Chihuahua, au Sinaloa, au Nayarit, au Durango, au Coahuila, au Nuevo León, au Tamaulipas et au San Luis Potosí.

## Description
Le mâle décrit par Platnick et Dupérré en  2009 mesure 1,57 mm et la femelle 1,52 mm.

## Publication originale
- Chamberlin, 1924 : The spider fauna of the shores and islands of the Gulf of California. Proceedings of the California Academy of Sciences, sér. 4, vol. 12, p. 561-694 (texte intégral).